# 田中貴子 (声優)
田中 貴子（たなか たかこ、10月5日 - ）は、日本の女性声優。福井県出身。マウスプロモーション所属。

## 経歴
声優になろうと思ったきっかけは外画、アニメで「人が喋っている」と意識したからである。
2015年、大阪アニメーションスクール専門学校の声優科 アニメ声優コースを卒業し、マウスプロモーション附属俳優養成所に入所。
2017年、『AKIBA'S TRIP -THE ANIMATION-』で声優デビュー。同年4月1日に、マウスプロモーションに所属。
2018年、テレビアニメ『ヒナまつり』のヒナ役で初主演。

## 人物
方言は福井弁。趣味・特技は、即興作詞作曲、ピアノ、1人ミュージカル、ジャングル動物の声真似。また、インターネットラジオステーション音泉で2018年8月27日に配信された『小見川千明とBANBANBAN山本の輪廻を木っ端微塵!』第11回おまけ配信にて『カードキャプターさくら』の木之本桜のモノマネを披露している。
自身の性格を一言で表すと「ひもの女」だと語っている。
テレビアニメ『ヒナまつり』で演じたヒナはイクラが大好物であるが、田中自身は苦手である。

## 出演
太字はメインキャラクター。

### テレビアニメ
2017年
- AKIBA'S TRIP -THE ANIMATION-（隠れ巨乳、店員、リポーター）
- アトム ザ・ビギニング（女子大生、女子A）
- アイカツスターズ!（アリス・キャロル、女性）
- 18if（エリコ、子供達）
- お見合い相手は教え子、強気な、問題児。（生徒B）
- ボールルームへようこそ（峰雛子）
- このはな綺譚（子供、女の子1、眷属1）

2018年
- 斉木楠雄のΨ難（女子生徒A）
- ポプテピピック（インスタ女B）
- アイカツフレンズ!（2018年 - 2019年、平田ひまり、子供、女子高生、風見かなた、中等部1年生 他） - 2シリーズ
- ヒナまつり（ヒナ）
- クレヨンしんちゃん（園児F）
- 宇宙戦艦ティラミス（子供、ハンバーガー屋店員） - 2シリーズ
- ISLAND（砂田笑里、エミリー・スナイダー）
- ガンダムビルドダイバーズ（ダイバー）
- となりの吸血鬼さん（友だちA）
- あかねさす少女（男の子）
- パズドラ（子供C）
- ベルゼブブ嬢のお気に召すまま。（女性職員）

2019年
- バミューダトライアングル 〜カラフル・パストラーレ〜（女の子）
- ひとりぼっちの○○生活（二子乃咲、おばさんC、司会の声）
- トライナイツ（遥馬理久〈幼少期〉）
- 女子高生の無駄づかい（女生徒）
- グランベルム（幼児）
- アイカツオンパレード!（2019年 - 2020年、生徒、観客、AD、客、アリス キャロル 他）
- ポチっと発明 ピカちんキット（女性の客）
- 神田川JET GIRLS（部員B）

2020年
- 異種族レビュアーズ（ローナ）
- ちはやふる3（望月千笑）
- かぐや様は告らせたい?〜天才たちの恋愛頭脳戦〜（女子生徒）
- A3!（通行人）
- ヒーリングっど♥プリキュア（りり）
- 安達としまむら（しまむら妹）
- おちこぼれフルーツタルト（中町るあ）
- 半妖の夜叉姫（子供）
- キングスレイド 意志を継ぐものたち（オペリア）

2021年
- スケートリーディング☆スターズ（子供）
- アイカツプラネット!（観客、客）
- ぼくたちのリメイク（すみぴょん）
- 指先から本気の熱情 2-恋人は消防士-（女性社員）
- マブラヴ オルタネイティヴ（2021年 - 2022年、珠瀬壬姫） - 2シリーズ
- Deep Insanity THE LOST CHILD（エルシー）
- ビルディバイド -＃000000-（アイドル）
- 鬼滅の刃 遊郭編（禿）

2022年
- 王子の本命は悪役令嬢（取り巻きB、女子生徒）
- フットサルボーイズ!!!!!（子供1）
- 宇宙なんちゃら こてつくん（ぼうや）
- その着せ替え人形は恋をする（怨電）
- 遊☆戯☆王ゴーラッシュ!!（2022年 - 2025年、女の子、奥さん、観客、カモス、本屋ジェーン 他）
- デリシャスパーティ♡プリキュア（2022年 - 2023年、遠藤いろは、藤野みやこ）
- であいもん（女子生徒）
- ぼっち・ざ・ろっく!（園児、お客さん）
- 虫かぶり姫（ルネ）

2023年
- 神達に拾われた男2（生徒6）
- 君は放課後インソムニア（女子生徒）
- ふしぎ駄菓子屋 銭天堂（西門紗耶）
- ワールドダイスター（男児）
- ひろがるスカイ!プリキュア（天野翔子）
- もののがたり（受付）
- 暴食のベルセルク（サハラ）
- め組の大吾 救国のオレンジ（女子B）
- B-PROJECT〜熱烈*ラブコール〜（スタッフ）
- 薬屋のひとりごと（2023年 - 2025年、下女、貴園、水晶宮の侍女、下級妃、男の子 他） - 2シリーズ
- るろうに剣心 -明治剣客浪漫譚- (2023)（2023年 - 2024年、そば屋店員、新井伊織、コス） - 2シリーズ
- 東京リベンジャーズ（男の子）

2024年
- 葬送のフリーレン（職員）
- ゆびさきと恋々（女子高生C）
- 百千さん家のあやかし王子（幼い日高、同級生、子供）
- 異世界でもふもふなでなでするためにがんばってます。（ニィノ）
- 月刊モー想科学（女性）
- アストロノオト（女子）
- 合コンに行ったら女がいなかった話
- シャングリラ・フロンティア（SF-Zoo 魔法使いE）

2025年
- Aランクパーティを離脱した俺は、元教え子たちと迷宮深部を目指す。（少年サイモン、メジャルナ）
- ウマ娘 シンデレラグレイ（クラフトユニヴァ）
- 勘違いの工房主〜英雄パーティの元雑用係が、実は戦闘以外がSSSランクだったというよくある話〜（ドラゴン）
- ガチアクタ（少女）
- わたしが恋人になれるわけないじゃん、ムリムリ!（※ムリじゃなかった!?）（小柳香穂）
- 怪獣8号（妹）

### 劇場アニメ
2016年
- 劇場版アイカツスターズ!

2022年
- 映画ざんねんないきもの事典（アナグマのこどもたち、月子のうんこ）
- 劇場版アイカツプラネット!（ファン）

2023年
- アイカツ！ 10th STORY 〜未来へのSTARWAY〜（ともよ）
- SAND LAND（サテュロス）
- 北極百貨店のコンシェルジュさん

### Webアニメ
- モンストアニメ 消えゆく宇宙編（2017年、友達A）
- 衛宮さんちの今日のごはん（2018年、子供）
- マウスどうぶつえん（2018年 - 、キンシコウのたかこ[41] / 孫悟空）
- ニンジャボックス（2019年、ゆうな）
- マウスどうぶつえん名作劇場（2020年、キンシコウのたかこ）
- 世界の終わりに柴犬と（2022年、かぐや〈柴犬〉）
- SAND LAND: THE SERIES（2024年、サテュロス）

### ゲーム
2016年
- Sid Story（稲荷/ロック）
- 12歳。〜恋するDiary〜

2017年
- アカシックリコード（ユリシー、ハーミア）
- 城姫クエスト（小倉城、米子城）
- BLUE REFLECTION 幻に舞う少女の剣（女子生徒）
- 編隊少女 フォーメーションガールズ（アリス・レーマン）

2018年
- 放置少女〜百花繚乱の萌姫たち〜（程普、上杉謙信〈初代〉、司馬昭）
- わんニャンどうぶつ病院 ペットのお医者さんになろう！（佐倉あかり）
- キングスレイド（オペリア）
- 美容師デビュー物語 トップスタイリストをめざそう！（ふじもと かほ）
- 相剋のエルシオン 光と闇の輪廻（キノコ、エラ）
- 天空のクラフトフリート（フルール）
- 極光のレムリア（ムイ、ノア、イングリッド）
- 天華百剣 -斬-（太鼓鐘貞宗）
- ヴァイタルギア（ロイン）
- SPEED WITCH BATTLE 白の魔女と五つの希望（ヒナギク）
- アビス・ホライズン（プリンツ・オイゲン、榛名）

2019年
- ファイアーエムブレム 風花雪月（アネット＝ファンティーヌ＝ドミニク）
- アトリエオンライン 〜ブレセイルの錬金術士〜（シスル）
- グリムエコーズ（ツヴェルク）
- ダークリベリオン（リヴァイアサン）

2020年
- ラストピリオド -終わりなき螺旋の物語-（キュオン、オルロット）
- マルコと銀河竜（非常食）
- ファイアーエムブレム ヒーローズ（アネット）
- ヒプノシスマイク-Alternative Rap Battle-
- OCTOPATH TRAVELER 大陸の覇者
- グリザイア クロノスリベリオン（2020年 - 2023年、不良乃ひたき） - 2作品

2021年
- パズルガールズ（ノアズアーク、レンジャー）
- タイムディフェンダーズ（メルクリア）
- Deep Insanity ASYLUM（エルシー）
- Project MIKHAIL（珠瀬壬姫）

2022年
- ファイアーエムブレム無双 風花雪月（アネット＝ファンティーヌ＝ドミニク）
- アリスフィクション（サリエリ）

2023年
- D.C.5 〜ダ・カーポ5〜（末崎ゆゆ）
- ヘブンバーンズレッド（かな）
- ストリートファイター6（市民）
- マブラヴ：ディメンションズ（2023年 - 2024年、珠瀬壬姫）

2024年
- D.C.5 Future Link 〜ダ・カーポ5〜 フューチャーリンク（末崎ゆゆ）
- モンスターストライク（タローマティ）
- リルヤとナツカの純白な嘘（佐々波まひる）
- SAND LAND（サテュロス）
- 聖剣伝説 VISIONS of MANA
- ホーリーアンデッド 〜非モテでぼっちの死霊術士が、聖女に転生してお友達を増やします〜（エドゥアール・ローズマリー・サウサプトン、レナ）

2025年
- 花束を君に贈ろう-Kinsenka-（紅緒終）

### ドラマCD
2017年
- いつかの恋と夏の果て（女）
- かしこまりました、デスティニー side:Butler（店員ほか）
- MAUSU THEATER Vol.010・011、013 - 016（友部亮子ほか）
- Life 線上の僕ら（母親）
- 理解できない彼との事

2018年
- かしこまりました、デスティニー -Answer-（ギャルほか）
- Statuscode:100（桜田、インターンの女子）
- MAUSU THEATER Vol.019

2022年
- ラムスプリンガの情景（子供時代のテオ）

### 吹き替え

#### 映画
- マッドバウンド 哀しき友情（2017年、アマンダ・リー、フランツ[92]）
- デッドプール&ウルヴァリン（2024年[93]）
- ファンタスティック4:ファースト・ステップ（2025年[94]）

#### アニメ
- プッカ（2020年、プッカ）※ディズニー・チャンネル版
- 最後の召喚師 -The Last Summoner-（2023年、リュワン）

### ラジオ
※はインターネット配信。
- おいでよ!OBK部（2014年 - 2015年、KISS FM KOBE）[95]
- 山本希望・田中貴子のKING'S RAID"IO"!（2018年 - 2019年、文化放送）
- 田中貴子のradioclub.jp（2021年、ラジオ関西、アニたまどっとコム※）[96]

### ナレーション
- FC町田ゼルビアをつくろう〜ゼルつく〜 #74#75（2021年8月20日、AbemaTV）

### 舞台
- マウスプロモーション50周年記念公演「ぼくの好きな先生」（2024年[97]）

### その他コンテンツ
- フレッシュ夏フェス隊2017[5]
- バンめし♪（百武もなか）
- ファンタジア文庫放送局（2019年 - 2020年、番組パーソナリティ）
- ポン太がヒトになりまして。ボイスコミック（2024年、リリ[98]）

## ディスコグラフィ

### キャラクターソング
| 発売日         | 商品名                                         | 歌                                                                   | 楽曲                                      | 備考                                           |
| -------------- | ---------------------------------------------- | -------------------------------------------------------------------- | ----------------------------------------- | ---------------------------------------------- |
| 2018年6月6日   | ヒナまつり音楽集〜花も嵐も踏み越えて〜         | 新田義史（中島ヨシキ）、ヒナ（田中貴子）                             | 「新田とヒナの物語」                      | テレビアニメ『ヒナまつり』関連曲               |
| 2018年12月5日  | ビター・エスケープ                             | 百武もなか（田中貴子）                                               | 「ビター・エスケープ 〜もなか edition〜」 | 『バンめし♪』関連曲                            |
| 2019年3月13日  | 漂白脱兎                                       | Blanc Bunny Bandit［百武もなか（田中貴子）］                         | 「おにぎりディスコ」                      | 『バンめし♪』関連曲                            |
| 2019年3月13日  | 漂白脱兎                                       | Blanc Bunny Bandit                                                   | 「全力ドラマティック」                    | 『バンめし♪』関連曲                            |
| 2019年3月13日  | 漂白脱兎                                       | Blanc Bunny Bandit                                                   | 「ひふみで湯〜とぴあ♨」                   | 『バンめし♪』関連曲                            |
| 2020年3月18日  | 共鳴性白染自由主義                             | Blanc Bunny Bandit                                                   | 「共鳴性白染自由主義」                    | 『バンめし♪』関連曲                            |
| 2020年3月18日  | 共鳴性白染自由主義                             | Blanc Bunny Bandit［百武もなか（田中貴子）］                         | 「もなかのクッキングソング」              | 『バンめし♪』関連曲                            |
| 2020年3月18日  | 共鳴性白染自由主義                             | Blanc Bunny Bandit                                                   | 「OUR JOURNEY」                           | 『バンめし♪』関連曲                            |
| 2020年3月18日  | 共鳴性白染自由主義                             | Blanc Bunny Bandit                                                   | 「新世界ライオット」                      | 『バンめし♪』関連曲                            |
| 2020年4月29日  | 百華繚乱 弐                                    | 九戸来国行（金元寿子）、太鼓鐘貞宗（田中貴子）、日光一文字（春日望） | 「超マジ!?爆マジ!?まじかる☆くのへ」       | ゲーム『天華百剣 -斬-』関連曲                  |
| 2020年12月16日 | バンめし♪ ふるさとグランプリ ROUND3 〜秋の陣〜 | Blanc Bunny Bandit                                                   | 「ハラショー！おにぎりサーカス団☆」       | 『バンめし♪』関連曲                            |
| 2021年2月24日  | おちこぼれフルーツタルト BD・DVD第2巻特典CD    | クリームあんみつ                                                     | 「ブルーの爽快がめちゃShiny!」            | テレビアニメ『おちこぼれフルーツタルト』挿入歌 |
| 2021年3月24日  | おちこぼれフルーツタルト BD・DVD第3巻特典CD    | クリームあんみつ                                                     | 「青春の終焉と少女の翼」                  | テレビアニメ『おちこぼれフルーツタルト』挿入歌 |
| 2021年3月24日  | おちこぼれフルーツタルト BD・DVD第3巻特典CD    | フルーツタルト、クリームあんみつ                                     | 「青春の終焉と少女の翼」                  | テレビアニメ『おちこぼれフルーツタルト』挿入歌 |

### シリーズ一覧
1. ↑  第1期（2018年 - 2019年）、第2期『〜かがやきのジュエル〜』（2019年）
2. ↑  第1期（2018年）、第2期『II』（2018年）
3. ↑  第1期（2021年）、第2期（2022年）
4. ↑  第1期（2023年 - 2024年）、第2期（2025年）
5. ↑  第1期『序幕東京』（2023年）、第2期『京都動乱』（2024年）
6. ↑  アプリ版（2020年 - 2021年）、PC版（2023年）

### ユニットメンバー
1. ↑  黒川亜理紗（安井咲希）、百武もなか（田中貴子）
2. ↑  吉廻千代（高橋未奈美）、百武もなか（田中貴子）
3. 1 2  栗花落夜風（楠木ともり）、吉廻千代（高橋未奈美）、黒川亜理紗（安井咲希）、百武もなか（田中貴子）
4. ↑  栗花落夜風（楠木ともり）、百武もなか（田中貴子）
5. ↑  アリーシャ（安井咲希）、もなか（田中貴子）
6. 1 2 3  関野チコ（佐倉薫）、中町ぬあ（篠原侑）、中町るあ（田中貴子）
7. ↑  桜衣乃（新田ひより）、関野ロコ（久保田梨沙）、貫井はゆ（白石晴香）、前原仁菜（近藤玲奈）、緑へも（守屋亨香）